# Grassmarket
Il Grassmarket è un luogo del mercato storico e uno spazio per eventi della città vecchia di Edimburgo in Scozia.

## Storia
Fu menzionato per la prima volta nel Registrum Magni Sigilii Regum Scotorum (1363) come "the street called Newbygging [new buildings] under the castle" (la strada chiamata Newbygging (Nuovi edifici) sotto il castello). Il Grassmarket fu, dal 1477, una delle aree di mercato principali della città.

## Architettura
L'area del vecchio mercato è circondata da pub, discoteche, negozi di vendita al dettaglio e da due grandi Hotel Apex.

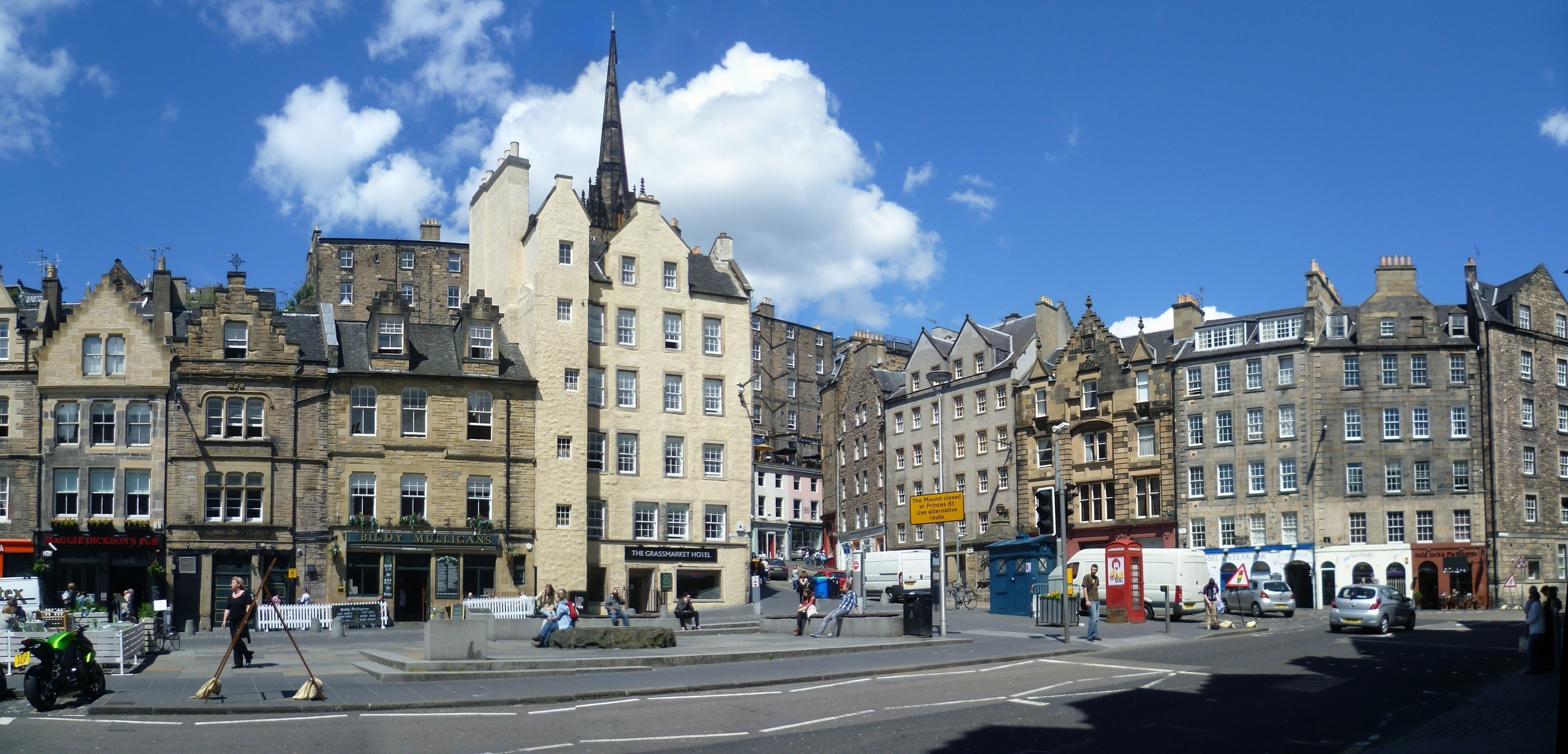
Angolo nord-est di Grassmarket